# Resolució 1763 del Consell de Seguretat de les Nacions Unides
La Resolució 1763 del Consell de Seguretat de les Nacions Unides fou adoptada per unanimitat el 29 de juny de 2007. Després de recordar resolucions anteriors sobre la situació a Costa d'Ivori, el Consell va ampliar el mandat de l'Operació de les Nacions Unides a Costa d'Ivori (UNOCI) i les tropes de suport franceses fins al 16 de juliol de 2007, alhora que reafirma el seu suport als processos de pau i electorals en aquest país dividit d'Àfrica Occidental.

## Detalls
L'últim informe del secretari general de les Nacions Unides, Ban Ki-moon sobre la situació a Costa d'Ivori, recomana que la missió mantingui la seva força actual com a mínim fins que la zona de confiança que separa les forces del govern i les forces rebels ha estat substituïda per una línia verda controlada per llocs d'observació de la UNOCI.
Actuant en virtut del Capítol VII de la Carta de les Nacions Unides, el Consell va aprovar per unanimitat la resolució 1763 (2007), ampliant també el mandat de les forces franceses que donaven suport a la missió.
El Consell descriu els acords signats per les parts al març com un "punt d'inflexió" en la crisi que ha mantingut dividida Costa d'Ivori des del 2002, amb el sud controlat pel govern i el nord sota les Forces Nouvelles. Tanmateix, l'informe subratlla que moltes qüestions fonamentals continuen sense resoldre's.